# دشت‌های بزرگ

دشت‌های بزرگ بخش بزرگی از ایالات متحده و بخش‌های کوچکی از کانادا و مکزیک را دربر می‌گیرند.

دشت‌های بزرگ (به انگلیسی: Great Plains) گسترهٔ وسیعی از زمین‌های صاف در شمال مرکزی آمریکای شمالی از تگزاس تا البرتا در کشور کانادا گسترش دارد. این دشت بخش‌هایی از ایالات متحدهٔ آمریکا از ایالت کلرادو، کانزاس، ایالت مونتانا، نبراسکا، نیومکزیکو، داکوتای شمالی، اوکلاهاما، داکوتای جنوبی، تگزاس، و وایومینگ، و استان‌های کانادا از آلبرتا، مانیتوبا و ساسکاچوان را تشکیل می‌دهد.استپ‌ها و علفزارها، در غرب رودخانهٔ می‌سی‌سی‌پی و شرق کوه‌های راکی در ایالات متحده و کانادا این منطقه را پوشش می‌دهد.

## وسعت
این منطقه در حدود ۵۰۰ مایل (۸۰۰ کیلومتر) شرق به غرب و ۲٬۰۰۰ مایل (۳٬۲۰۰ کیلومتر) شمال به جنوب است. این منطقه بخش عمده‌ای از زیستگاه گلهٔ گاومیش کوهان‌دار آمریکایی پیش از انقراض در اواخر قرن ۱۹ بوده‌است. تفکر کنونی در مورد مرزهای جغرافیایی دشت بزرگ این منطقه نشان می‌دهد که این منطقه در حدود ۱٬۳۰۰٬۰۰۰ کیلومتر مربع است (۵۰۰٬۰۰۰ مایل مربع) است.

## آب و هوا
به‌طور کلی، دشت‌های بزرگ یک طیف گسترده‌ای از آب و هوا در طول سال، با زمستان‌های بسیار سرد و سخت و تابستان‌های بسیار گرم و مرطوب. سرعت باد اغلب بسیار بالا است، انسان برای مصارف کشاورزی بسیار از چمن‌زار به مراتع کشاورزی تبدیل کرداه‌اند. هوای دشت بزرگ در بیشتر طول سال همراه با طوفان و گرد و غبار است.

## نگارخانه

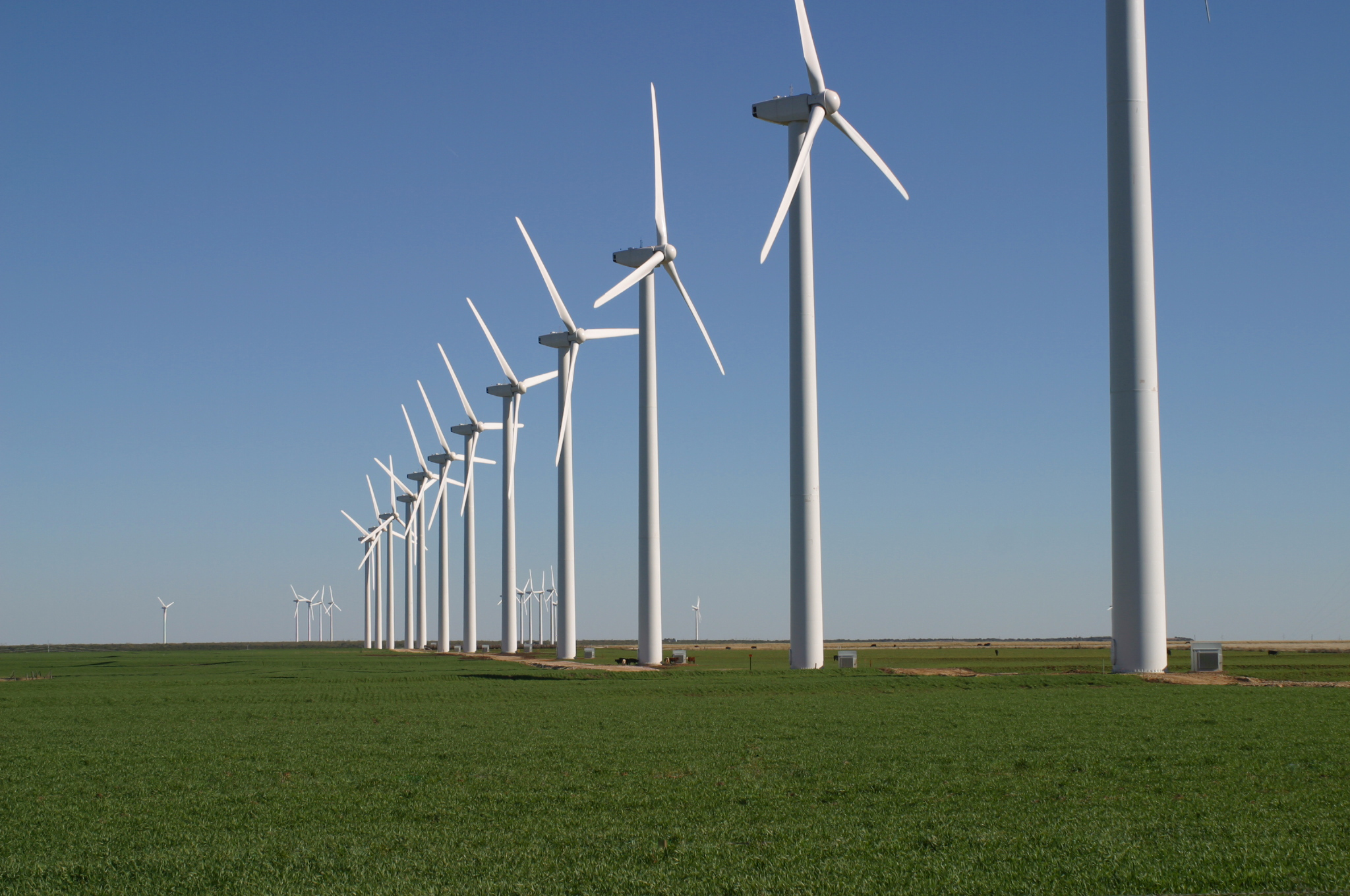
مزرعهٔ بادی در دشت‌های غرب تگزاس
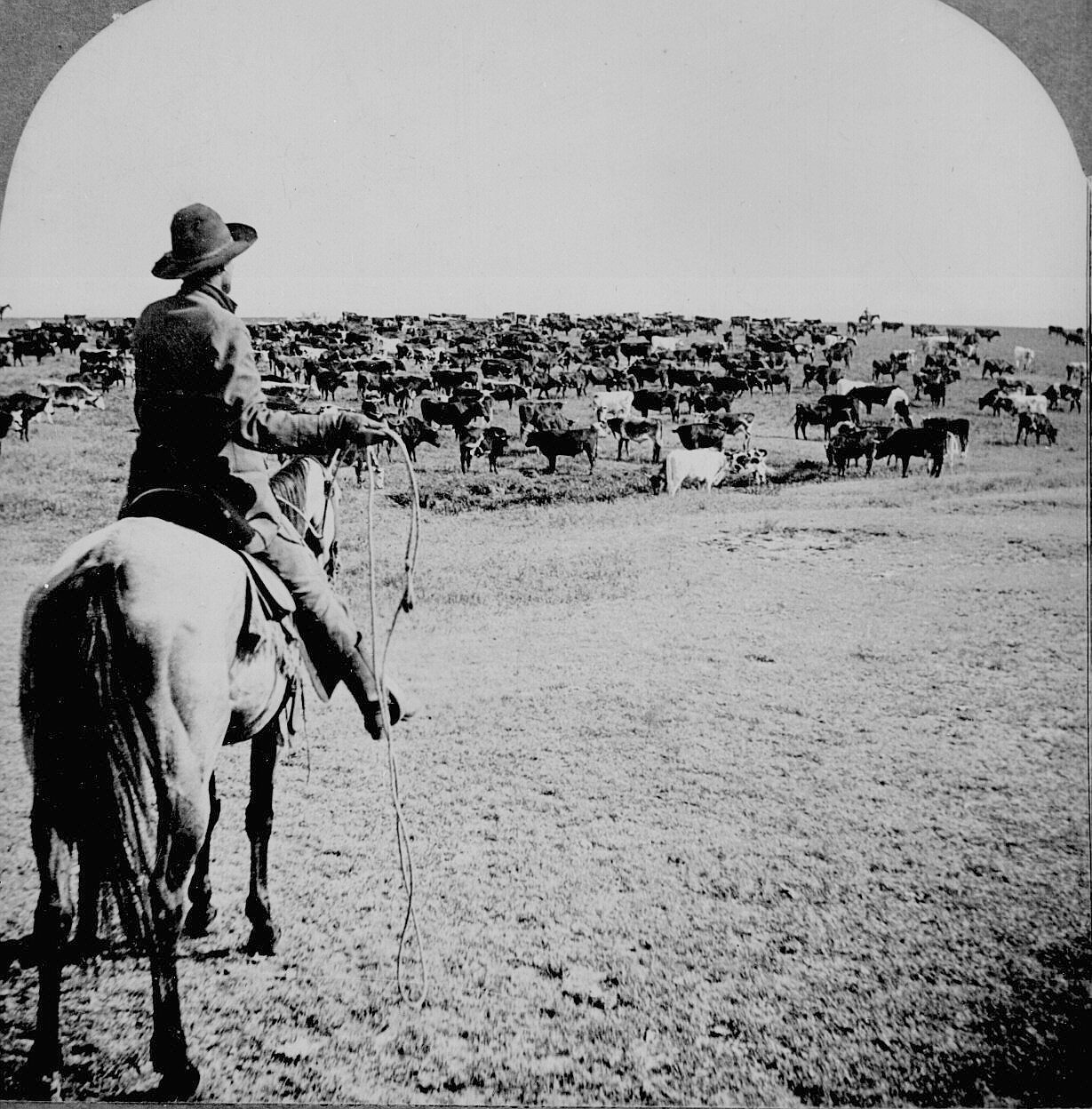
گاو گله و گاوچران، حدود سال ۱۹۰۲
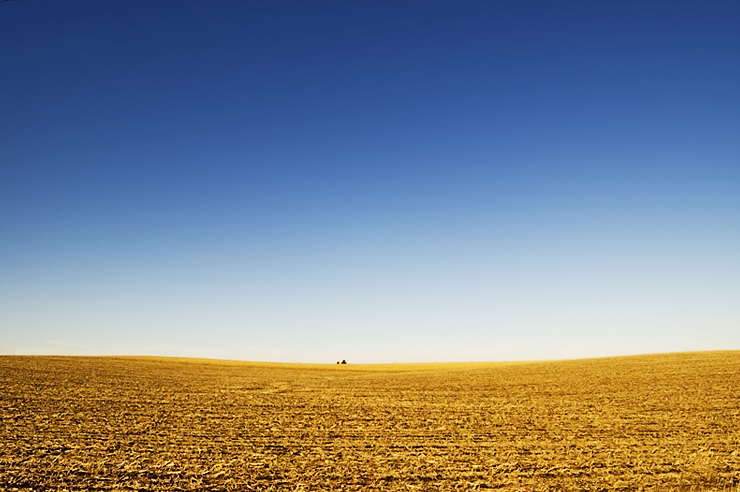
نمایی از دشت بزرگ در نزدیکی لینکلن، نبراسکا
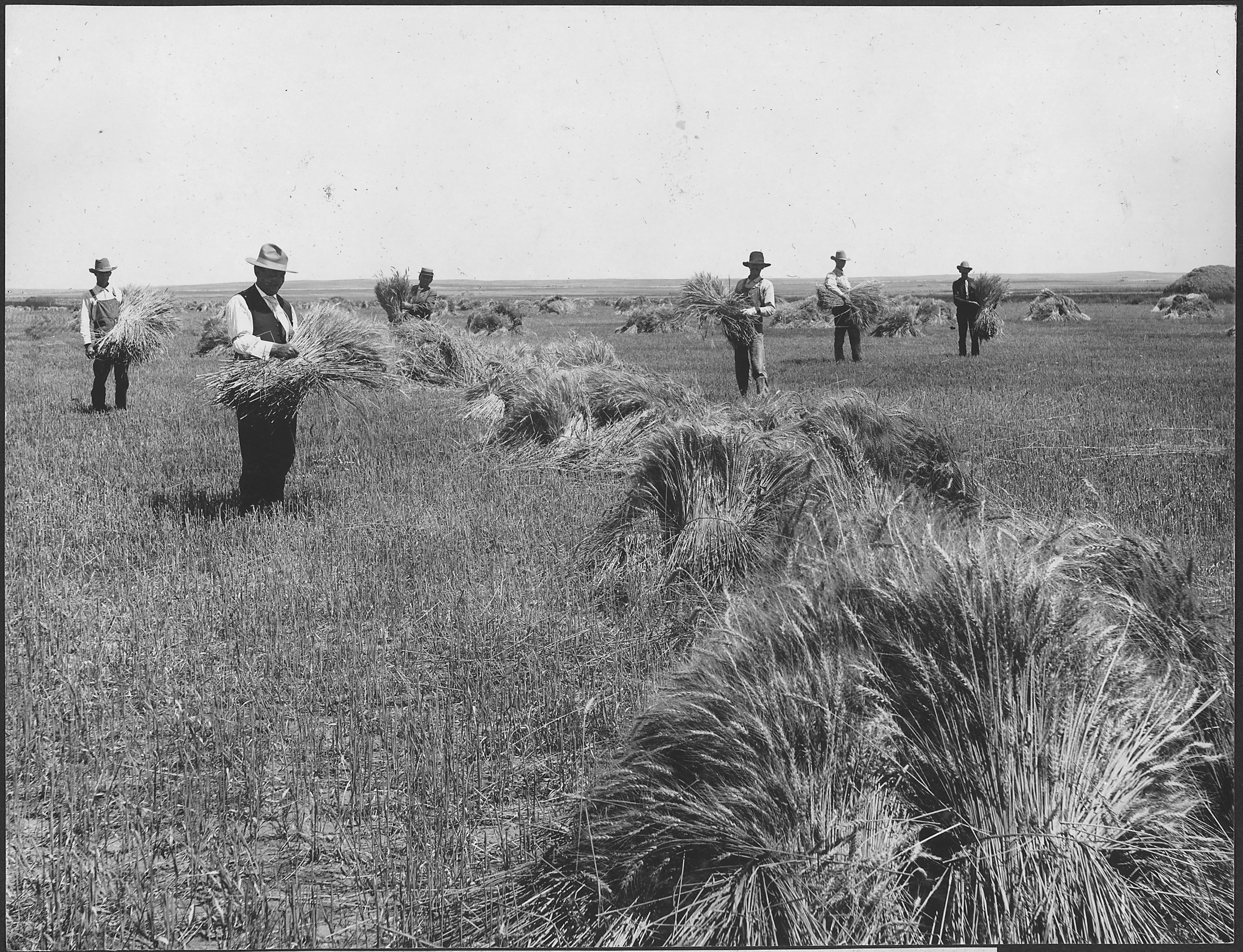
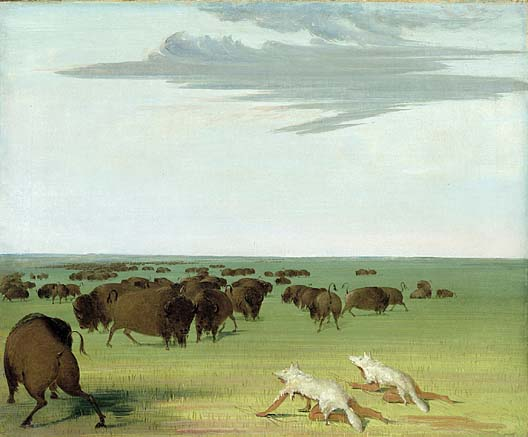
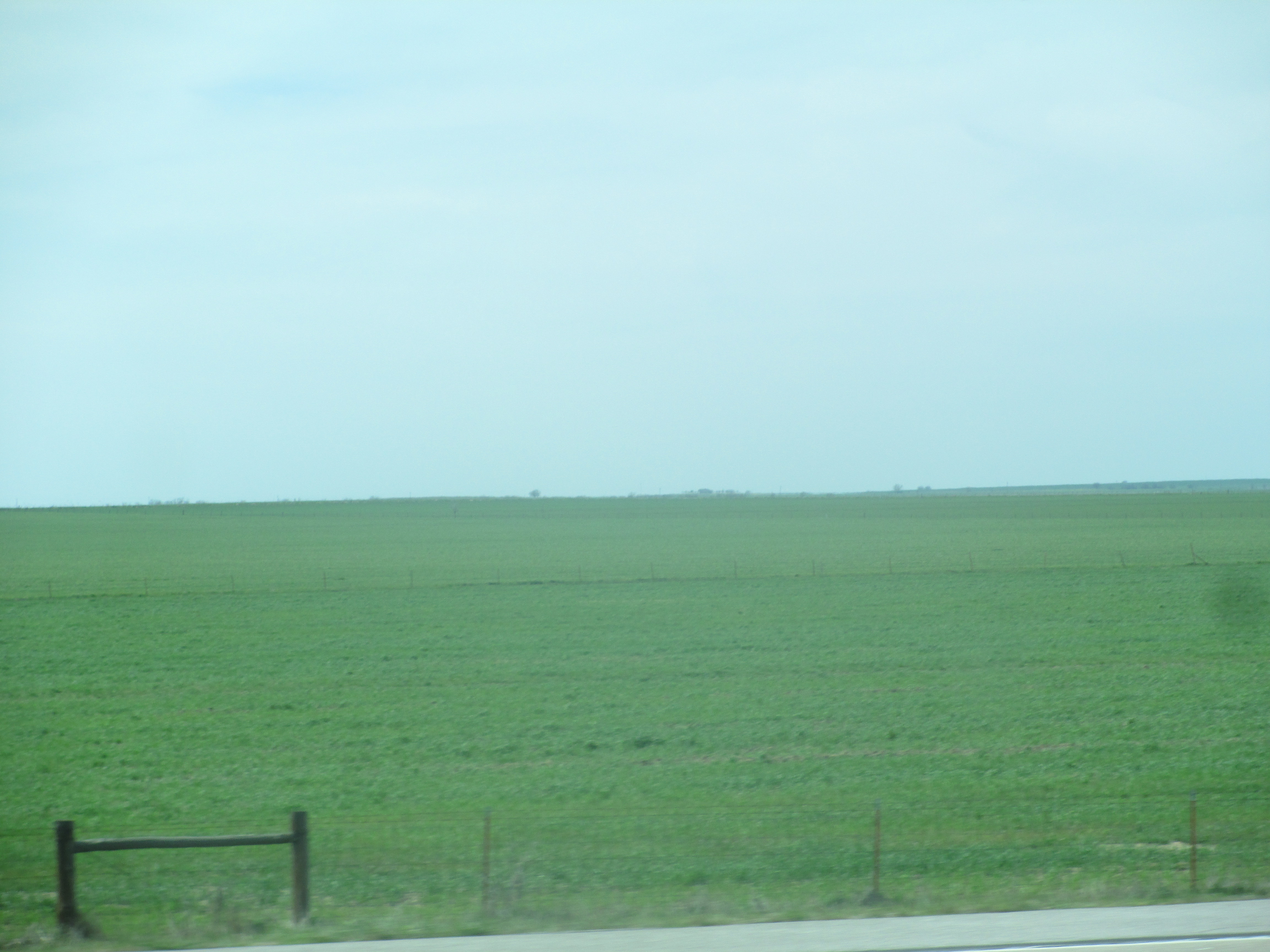
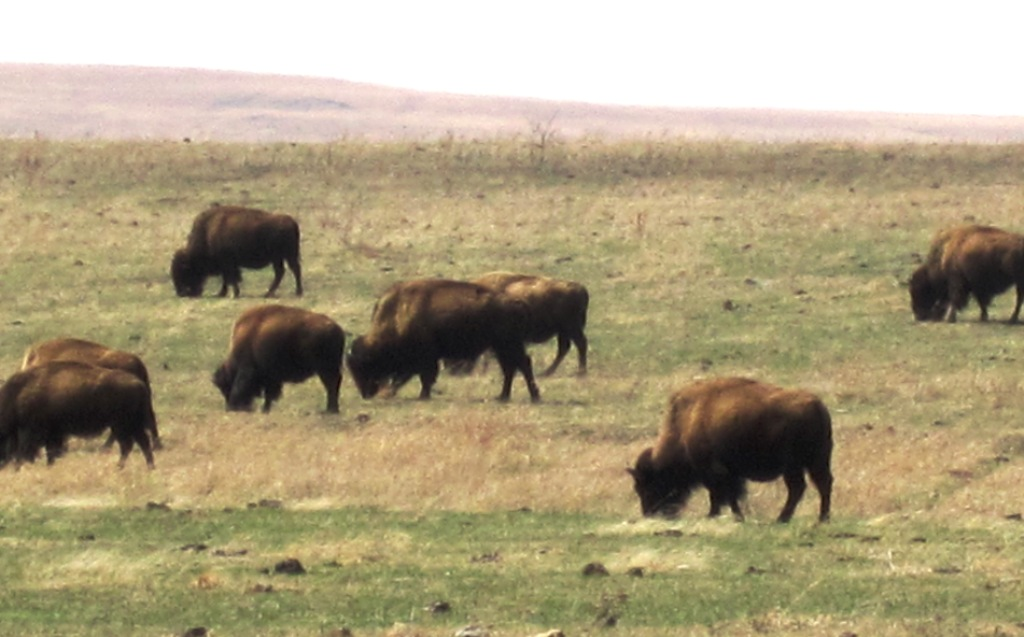